# Laura Yeager

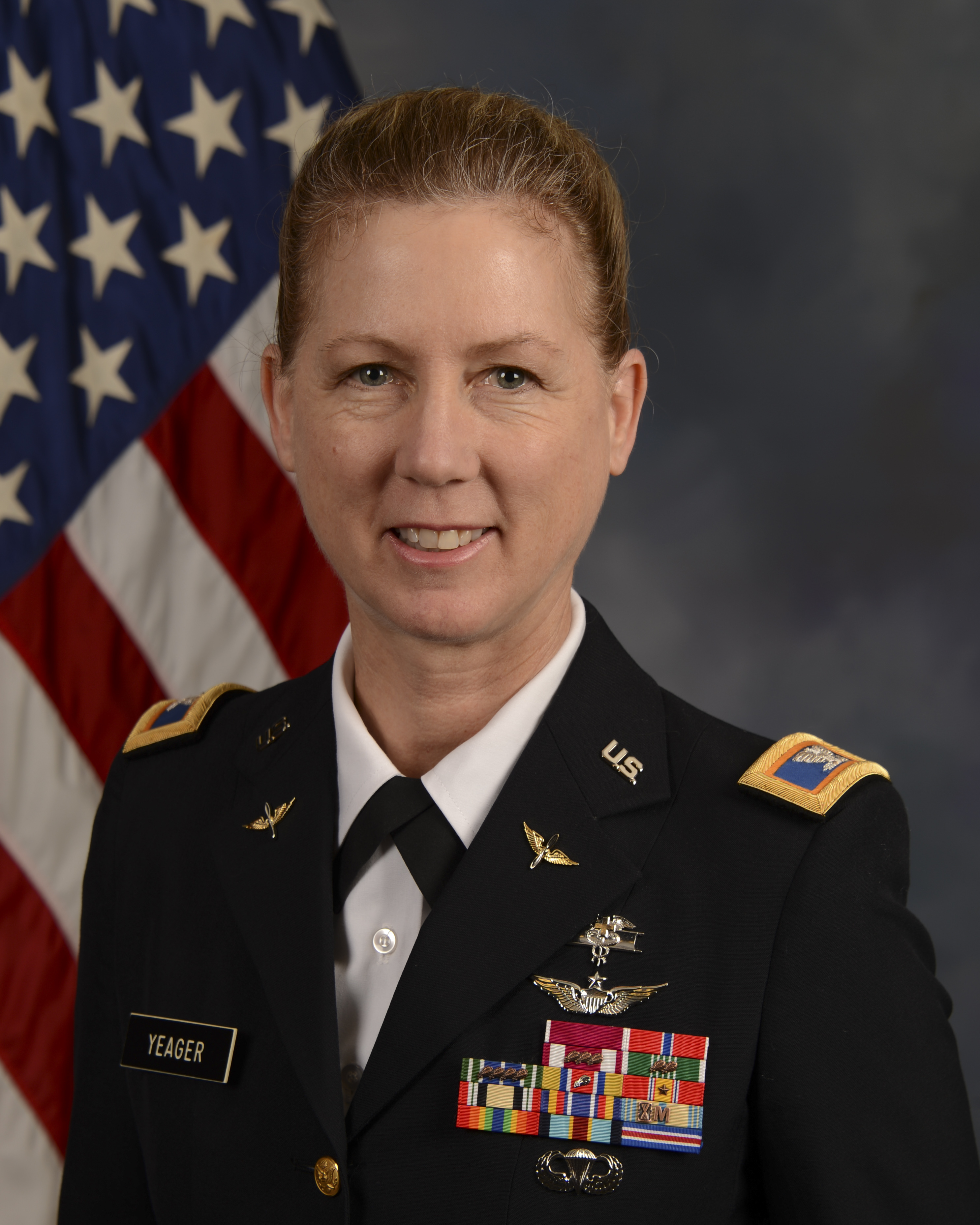
Laura Yeager

Laura L. Yeager ist eine US-amerikanische Generalmajorin. Am 29. Juni 2019 hat sie das Kommando der 40. Infanteriedivision der Nationalgarde übernommen. Sie ist damit die erste Frau, die eine Infanterie-Division innerhalb der US-Streitkräfte befehligt.

## Leben und Karriere
Sie wurde als Tochter des späteren Generalmajors der Nationalgarde Kaliforniens Robert Brandt geboren. Sie begann ihre militärische Karriere als Hubschrauberpilotin. 1986 wurde sie als Second Lieutenant in den Offiziersrang erhoben, 1989 übernahm sie im Range eines Captain ihr erstes Kompanie-Kommando. Von 2010 bis 2012 wurde sie als Oberst in Kampfmissionen im Irak eingesetzt. Nachdem sie nach der Geburt ihres Sohnes ihre Militärkarriere unterbrochen hatte, kehrte sie in den Dienst der Nationalgarde zurück. 2016 wurde sie zur Brigadegeneralin befördert. Als solche kommandierte sie zeitweilig dieselbe Brigade, die bereits ihr Vater befehligt hatte. Im Juni 2019 wurde sie zum Generalmajor befördert.